# ادا مبارك احمد (اداوعزا ازلا)
ادا مبارك احمد هو دُوَّار يقع بجماعة إذا وعزا، إقليم الصويرة، جهة مراكش آسفي في المملكة المغربية. ينتمي الدوّار لمشيخة اداوعزا ازلا التي تضم 4 دواوير. يقدر عدد سكانه بـ 1989 نسمة حسب الإحصاء الرسمي للسكان والسكنى لسنة 2004.

## روابط خارجية
- البوابة الوطنية للجماعات الترابية
- المندوبية السامية للتخطيط